# Jacques Félix
Jacques Félix (São Paulo, c. 1570 – Taubaté, entre 1651 e 1658) foi um bandeirante paulista que fundou a localidade de Taubaté em 1639, que viria a ser elevada à categoria de vila pelo capitão-mor Dionísio da Costa no dia 5 de dezembro de 1645. Silva Leme estuda sua família na «Genealogia Paulistana», pág. 433-438, cap. 3º Vol.V e pág. 65-98, Vol. VIII.

## História
Era filho de Jacques Félix, "o Flamengo", originário de Flandres, na Bélgica e estabelecido em Santos. Morador abastado de São Paulo, obteve provisão de uma sesmaria concedida por Francisco da Rocha, capitão-mor e governador da capitania de Itanhaém, em nome da donatária, a condessa de Vimieiro, Dona Mariana de Sousa Guerra, nas paragens onde futuramente se ergueria Taubaté.
Desde 1598 tinha sesmaria no caminho do Ibirapuera, em 1608 esteve na bandeira de Martim Rodrigues Tenório de Aguilar contra os índios bilreiros, combatera com seus filhos os índios puris, guaruminis ou guarulhos, e caetés no alto rio Sapucaí e na vertente além da Mantiqueira.
Viera conquistar as terras dos índios jerominis e puris, em aumento da dita capitania, entrando com corpo de armas e apoderando-se do país, como se dizia, fundando o arraial de Taubaté. Este nome provinha de Tabua-mta,  cana com que se faziam esteiras - o chamado «sertão de Taubaté» para os cronistas era o «sertão das tábuas».
Conta-se que se unira aos índios teremembé contra os índios os catu-auá, transpondo para isso a Mantiqueira, e repelindo-os para o sertão do Pium-i e do Tamanduá.
Em 1632, o capitão Jacques Félix, depois chamado o Velho,  obteve sua sesmaria o que constaria dos autos do inventário de seu filho, Jacques Felix, o Moço, em 1716.
Removeu-se para lá com família, escravos, camaradas e animais. Constituído procurador da condessa, desenvolveu a colônia que prosperou, erigida em vila de São Francisco das Chagas de Taubaté em 1645 - o foro instalou solenemente em 2 de janeiro de 1646. Delineava-se assim a formação do povoado de Taubaté, sendo ele o pioneiro, instalando-se ali com sua família e muita quantidade de «bugres administrados», como os cronistas chamam os índios, além de cavalos e bois. Levantou a primeira igreja do lugar. Mais ao Norte, em extenso campo fronteiro a alguns contrafortes da Mantiqueira, surgiu o núcleo de Santo Antônio de Guaratinguetá,  em 1656.